# Katedra św. Józefa w Avarua
Katedra św. Józefa (ang. St. Joseph's Cathedral) – rzymskokatolicka katedra, znajdująca się w mieście Avarua, stolicy Wysp Cooka.
Budynek wzniesiono w 1994 roku. Jest siedzibą rzymskokatolickiej diecezji Rarotonga.